# 大特爾諾沃車站
大特爾沃諾車站是位於保加利亞大特爾諾沃的鐵路車站。於1900年10月8日啟用。
該車站距離市中心較遠，從車站乘坐巴士前往市中心大約需要10至15分鐘。